# Čirčik (město)
Čirčik (uzbecky Чирчиқ, Chirchiq) je město v Taškentské oblasti Uzbekistánu. Leží 32 km severovýchodně od Taškentu, v údolí stejnojmenné řeky. V roce 2021 zde žilo 162 800 obyvatel.

## Geografie
Město se nachází na severu Uzbekistánu v údolí řeky Čirčik. Údolí řeky je tektonického původu a nachází se mezi výběžky Čatkalského hřbetu a pohořím Karžantau.
Čirčik se nachází v nadmořské výšce 582 m n. m.

## Historie
Dějiny města Čirčik začínají dne 28. dubna 1932, kdy Rada práce a obrany SSSR zahájila výstavbu elektrochemického závodu a Čirčik-Bozsujské kaskády. Dne 27. dubna 1934 byla rozhodnutím předsednictva Ústředního výkonného výboru Uzbecké SSR vytvořena městská rada Čirčik, která spojila několik vesnic, z nichž nejznámější a největší byla osada Trojick. Dne 1. května 1934 se konalo slavnostní položení základního kamene nového města. Oficiálním datem založením města je 1. květen 1935.
V letech 1946 až 1948 existoval v Čirčiku sovětský nápravný tábor (tzv. gulag) Bau-883. Vězni byly nuceni pracovat při výstavbě závodu na výrobu těžké vody pro jaderné reaktory. V táboře bylo uvězněno až 2 600 lidí.

## Hospodářství
Ve městě jsou podniky stavebního průmyslu, obuvnické a oděvní továrny, významný masokombinát a další.
Během druhé světové války se město stalo strojírenským centrem. Před postupujícími německými vojsky sem bylo evakuováno několik velkých sovětských strojírenských závodů.
Ve městě je velký chemický závod JSC Maxam-Chirchiq, který od poloviny 40. let 20. století prováděl přípravné a projekční práce na sovětském atomovém projektu.
V Čirčiku se nachází závod na opravu a restaurace vojenských vrtulníků Mi-8. Ve městě je vojenská škola pro tankisty a v její blízkosti se nachází opravárenský závod na tanky.
Severovýchodně od města se nachází letiště pro útočné a stíhací letouny.
Čirčik je centrem intenzivně obdělávané zemědělské oblasti, kde se pěstuje především zelenina a ovoce, včetně melounů a hroznů. Dále se zde pěstuje rýže a bavlna. Průmysl ve městě je proto také zaměřen na výrobu hnojiv a zemědělských strojů.
Město a jeho okolí je také významným střediskem zimních sportů. Nedaleko od města se nachází zimní sportovní středisko Čimgan, které láká turisty ze Střední Asie a Ruska.

## Populace
K 1. lednu 2021 zde žilo 162 800 obyvatel.
Město je převážně osídleno Uzbeky a Kazachy. Dále jsou zde významné menšiny Kyrgyzů, Tádžiků, Rusů, Ukrajinců, Arménů, Tatarů, Korejců a Židů. Do rozpadu SSSR zde existovala významná německá menšina, která se ale vystěhovala do Německa.

## Galerie

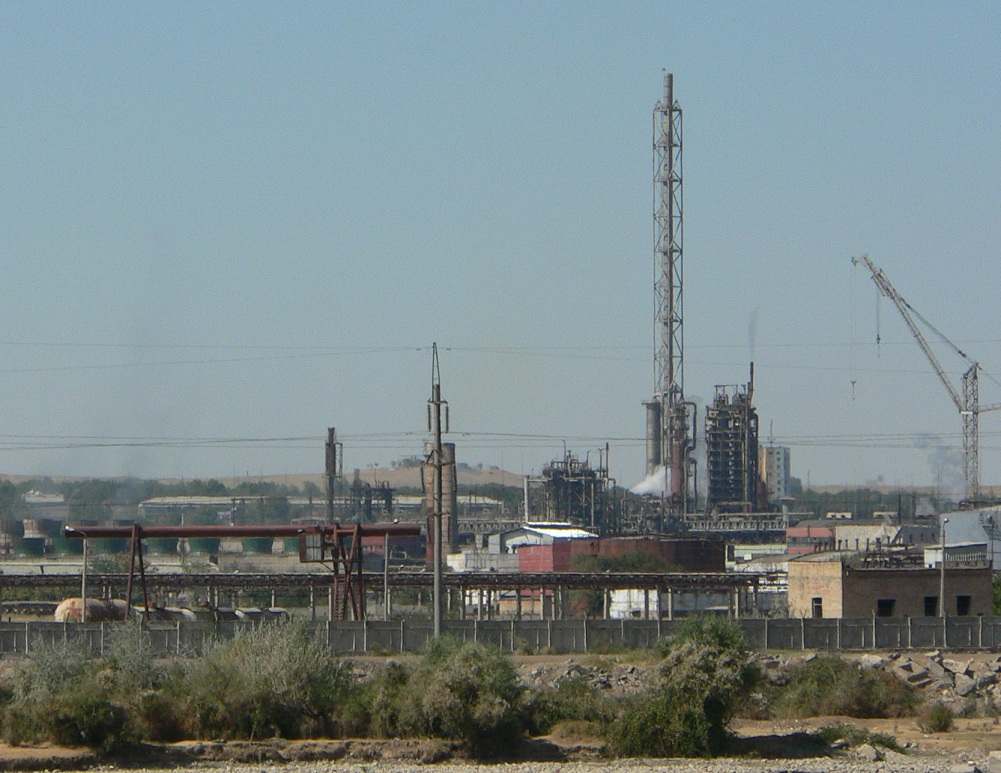
Průmyslový závod v Čirčiku (2007)
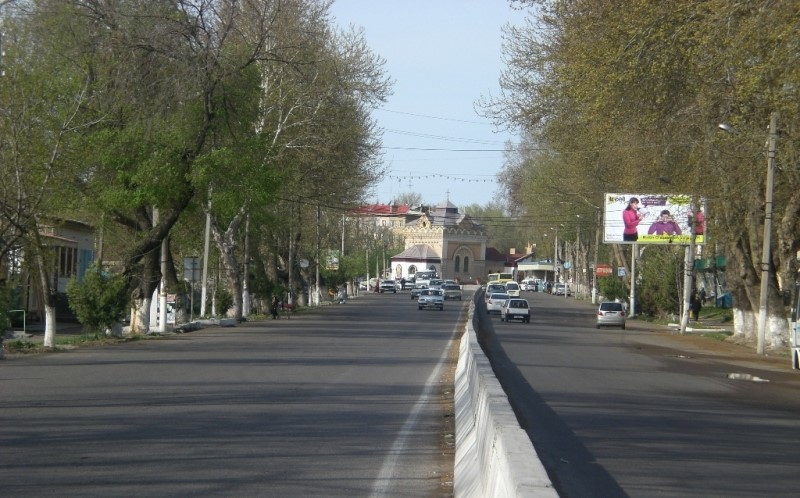
Městský prospekt (2011)
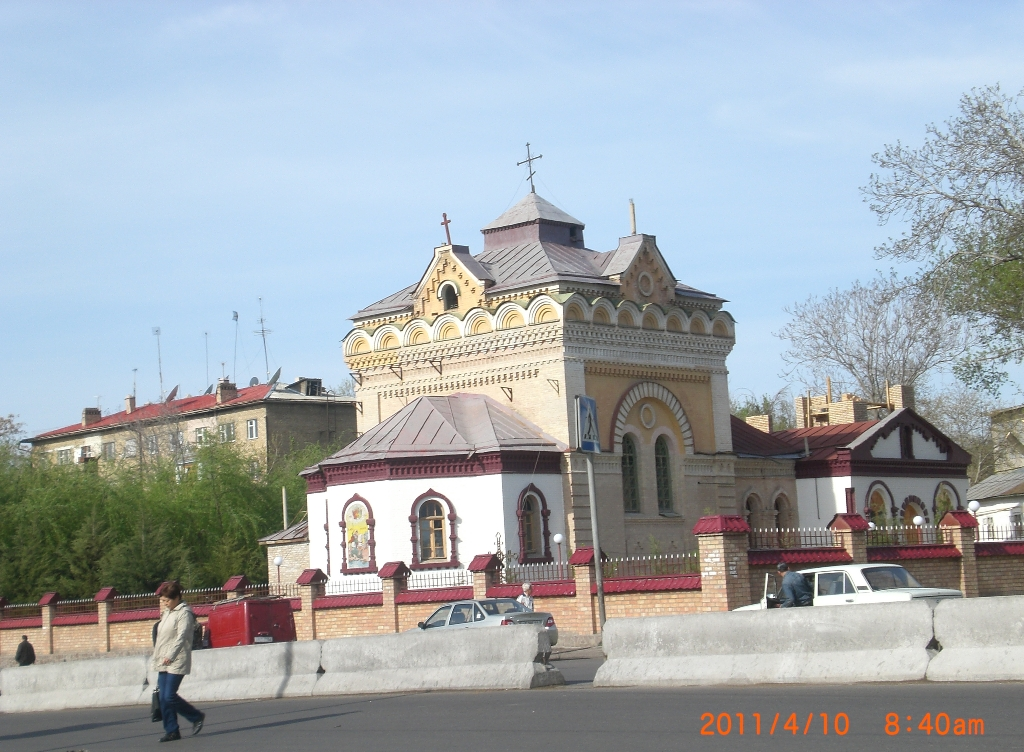
Kostel sv. Jiří (2011)
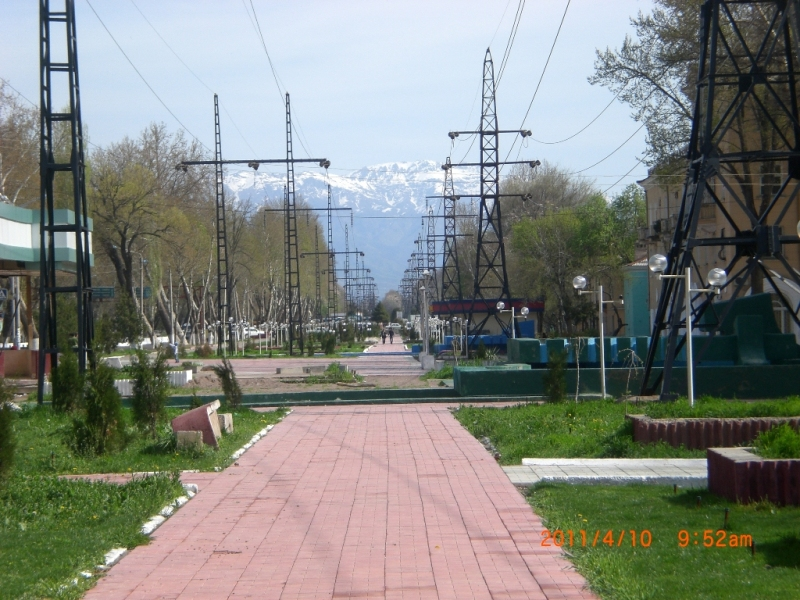
Alej v centru města (2011)
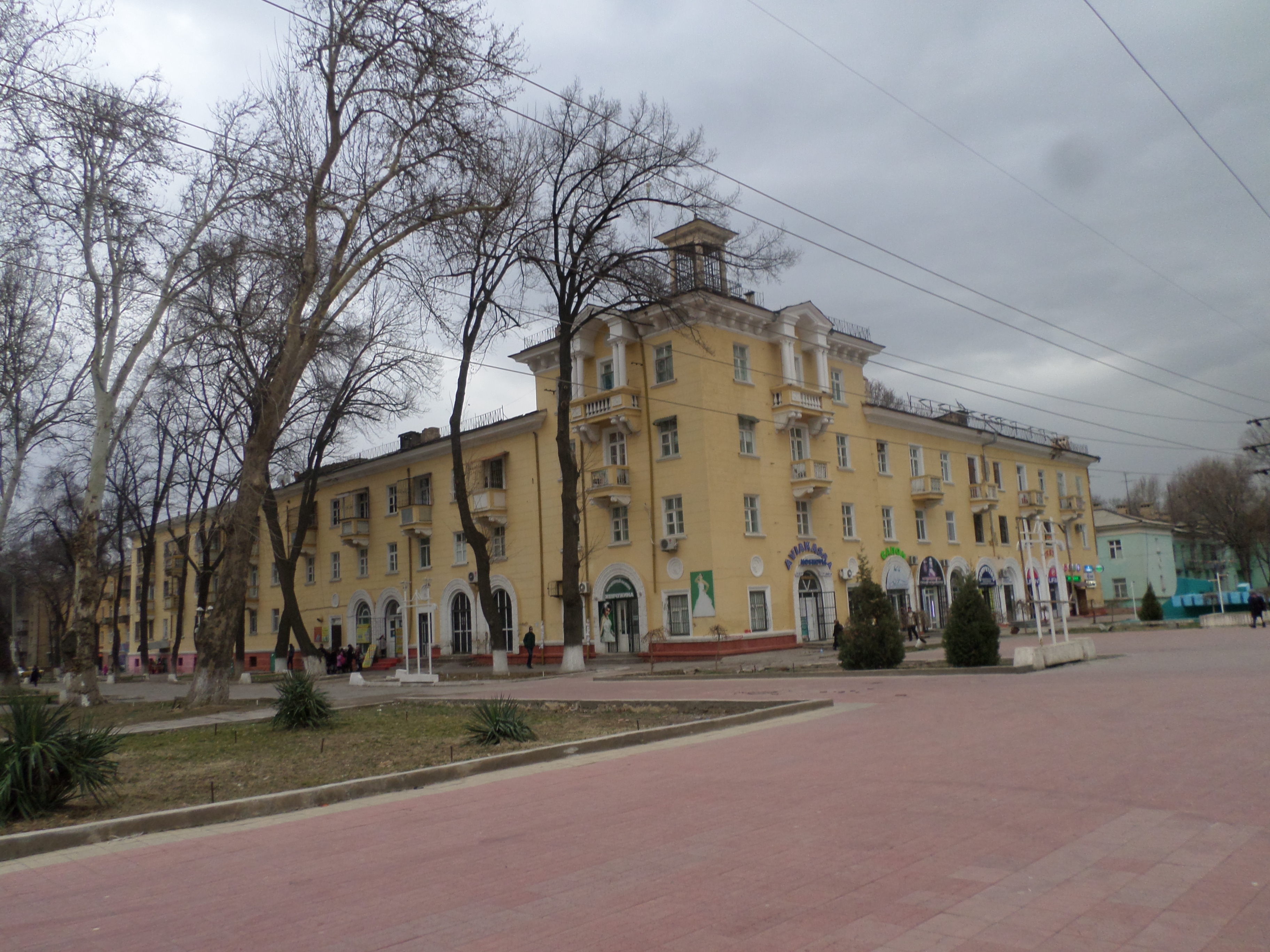
Bytový dům v Čirčiku (2015)
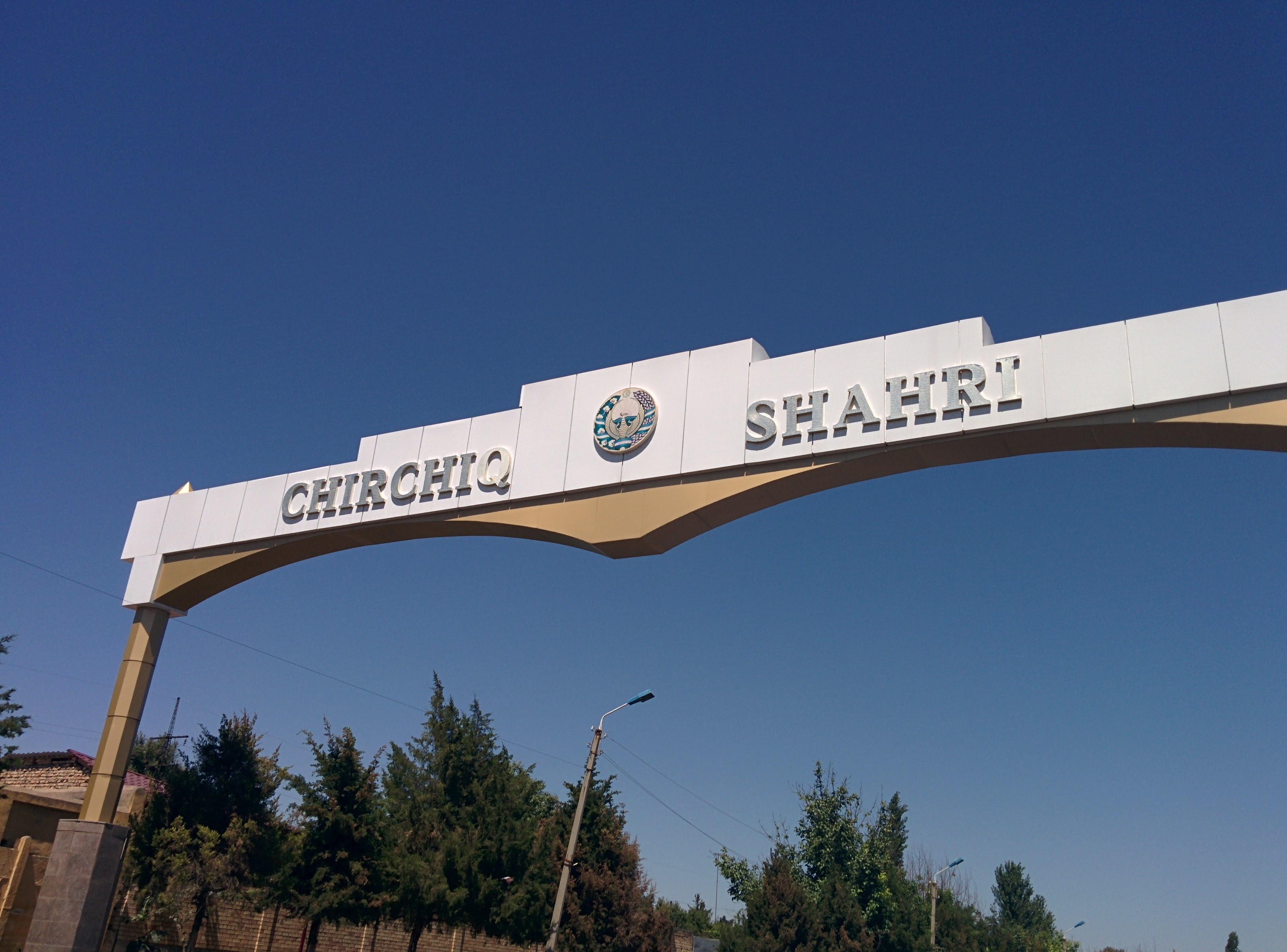
Vjezd do města (2015)
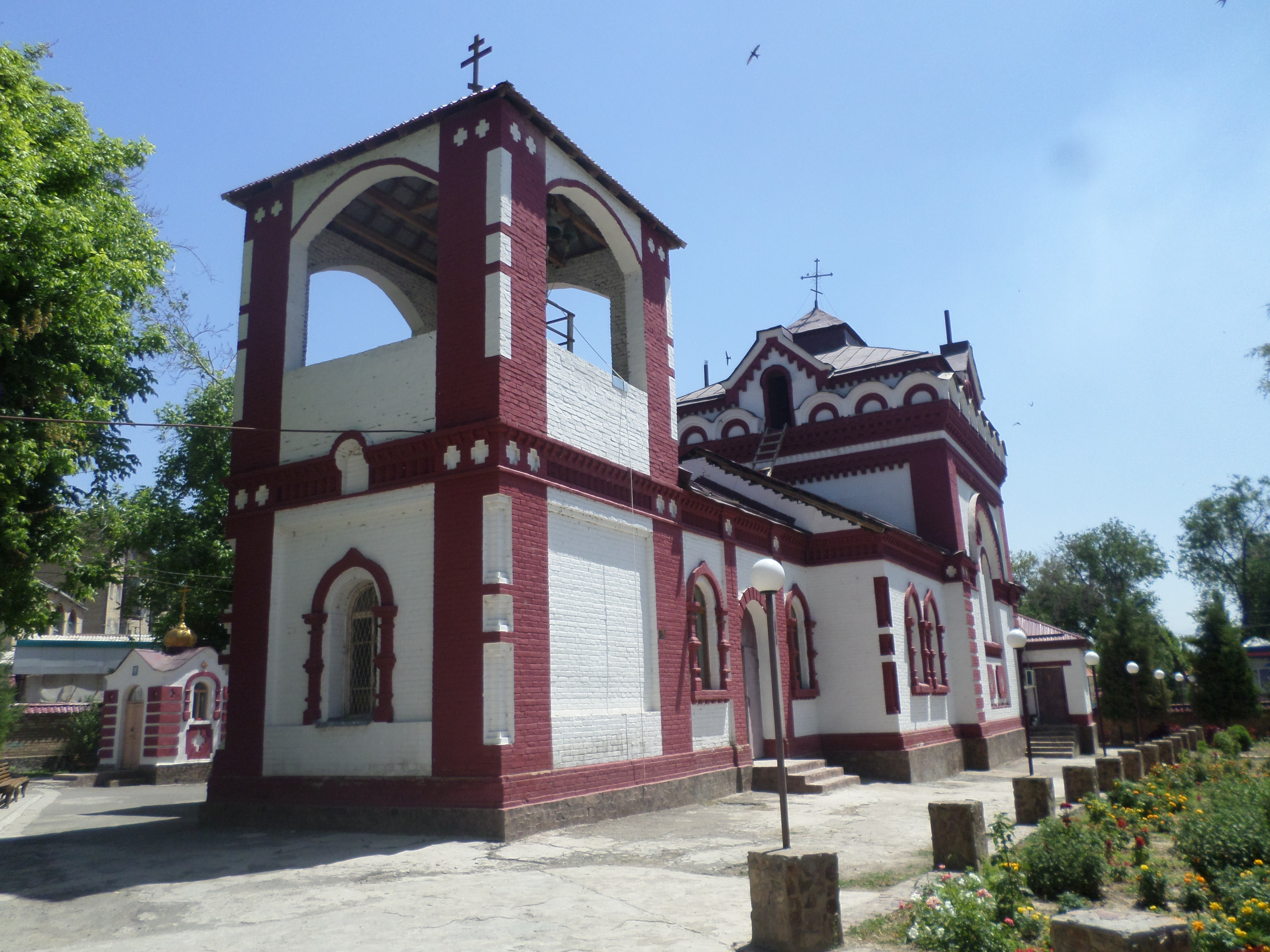
Pravoslavný klášter v Čirčiku (2015)

## Partnerská města
- Suwon, Jižní Korea (2009)